# Síndrome da regressão caudal
A síndrome de regressão caudal, ou agenesia sacral (ou hipoplasia do sacro ), é um defeito congênito raro. É um distúrbio congênito no qual o desenvolvimento fetal da parte inferior da coluna — a divisão caudal da coluna — é anormal. Ocorre a uma taxa de aproximadamente um por 60.000 nascidos vivos.
Alguns bebês nascem com diferenças muito pequenas em relação ao desenvolvimento típico, e outros apresentam alterações significativas. A maioria cresce e se torna um adulto típico que tem dificuldade para andar e incontinência.

## sinais e sintomas
Esta condição existe em uma variedade de formas, variando de ausência parcial das regiões do osso da cauda da coluna até a ausência das vértebras inferiores, pelve e partes das áreas torácica e/ou lombar da coluna. Em alguns casos em que apenas uma pequena parte da coluna está ausente, pode não haver nenhum sinal externo da condição. Nos casos em que áreas mais substanciais da coluna estão ausentes, pode haver fusão, membranas ou extremidades inferiores menores e paralisia. O controle do intestino e da bexiga geralmente é afetado.

## Causa

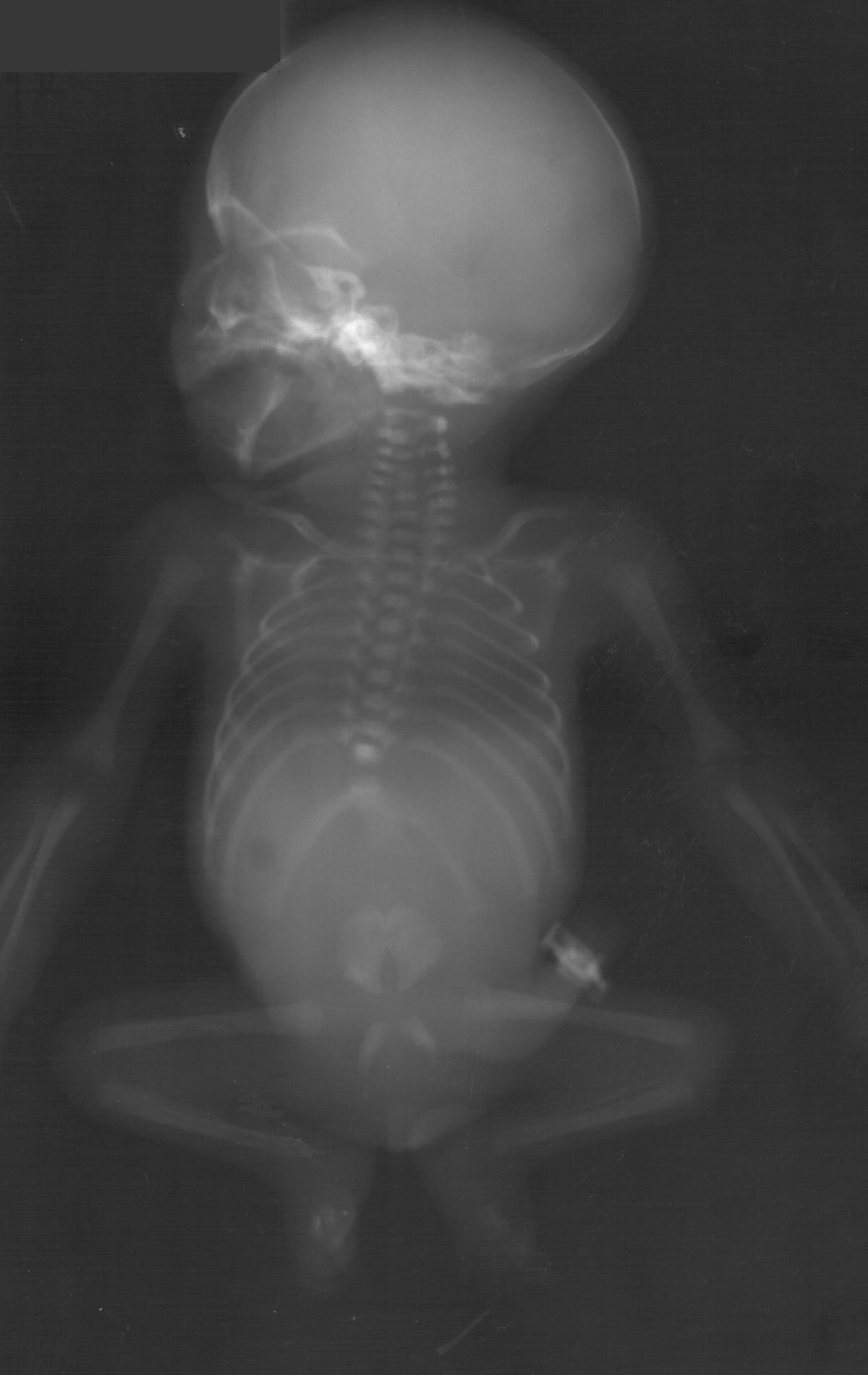
Visão radiográfica ântero-posterior, mostrando costelas ausentes, vértebras lombossacrais ausentes, pelve hipoplásica e posição "semelhante a um sapo" nas extremidades inferiores

A condição surge de algum fator ou conjunto de fatores presentes durante aproximadamente a 3ª semana até a 7ª semana de desenvolvimento fetal. A formação do sacro/parte inferior das costas e do sistema nervoso correspondente geralmente se aproxima da conclusão na 4ª semana de desenvolvimento. Devido à gastrulação anormal, a migração do mesoderma é perturbada. Esse distúrbio resulta em sintomas que variam de pequenas lesões nas vértebras inferiores a sintomas mais graves, como fusão completa dos membros inferiores. Embora a causa exata seja desconhecida, especula-se que a condição tenha uma combinação de causas ambientais e genéticas, e que vários tipos da condição possam ter causas diferentes.
A síndrome de agenesia sacral (um tipo de síndrome de regressão caudal envolvendo agenesia da coluna lombar, sacro e cóccix e hipoplasia das extremidades inferiores) é uma anomalia congênita bem estabelecida associada ao diabetes mellitus materno. Presumivelmente, outras causas estão envolvidas, como demonstrado pela rara incidência geral de síndrome de regressão caudal (1:60.000) em comparação com diabetes; no entanto, a incidência aumenta muito entre os bebês nascidos de mães com diabetes, estimada em 1 em 350 recém-nascidos de mães com diabetes.
A agenesia sacral hereditária dominante (também conhecida como síndrome de Currarino ) é frequentemente correlacionada com uma mutação no gene Hb9 (também chamado HlxB9) (mostrado por Sally Ann Lynch, 1995, Nature Genetics).
Anteriormente, pensava-se que estava relacionado à sirenomelia ("síndrome da sereia"), mas agora foi determinado que não está relacionado a essa condição.

## Prognóstico
Existem quatro níveis (ou tipos) de malformação. O menos grave indica deformação parcial (unilateral) do sacro. O segundo nível indica uma deformação bilateral (uniforme). Os tipos mais graves envolvem a ausência total do sacro.
Dependendo do tipo de agenesia sacral, deficiências intestinais ou da bexiga podem estar presentes. Uma colostomia permanente pode ser necessária no caso de ânus imperfurado . A incontinência também pode exigir a utilização de algum tipo de sistema de controle de continência (por exemplo, autocateterismo). A condição geralmente afeta a formação dos joelhos, pernas ou pés que às vezes é tratada por meio de cirurgia. Para alguns com joelhos dobrados e fortemente entrelaçados ou joelhos fundidos retos, a cirurgia de desarticulação no joelho pode ser uma opção viável para maximizar as opções de mobilidade.
Antes que um tratamento médico mais abrangente estivesse disponível, a amputação total das pernas no quadril era frequentemente realizada. Mais recentemente, a amputação (na verdade, uma desarticulação porque não há corte do osso envolvido) é feita no joelho para aqueles que têm posições de joelho dobradas e correias entre a coxa e a panturrilha para permitir maior facilidade de mobilidade e melhor assento. Algumas crianças com desarticulação do joelho usam pernas protéticas para andar. As próteses para crianças sem controle substancial do quadril e do tronco geralmente são abandonadas em favor de uma mobilidade mais rápida e fácil na cadeira de rodas à medida que o peso e a idade da criança aumentam. As crianças podem andar sobre as mãos e geralmente são capazes de escalar e se mover para realizar tudo o que precisam e desejam realizar. As crianças mais levemente afetadas podem ter marcha normal e não precisam de dispositivos auxiliares para caminhar. Outros podem andar com órteses ou muletas.
Normalmente, não há comprometimento cognitivo associado a essa deficiência. Adultos com essa deficiência vivem de forma independente, frequentam a faculdade e têm carreiras em vários campos. Em 2012, Spencer West, um homem com agenesia sacral e ambas as pernas amputadas, escalou o Monte Kilimanjaro usando apenas as mãos. Em 2021, o atleta Zion Clark quebrou o recorde mundial do Guinness de 20m correndo com as mãos.

## Sociedade e cultura

### Pessoas notáveis
- Zion Clark, atleta e lutador americano, detentor do recorde mundial do Guinness em 2022 (20m de corrida manual em 4,78 segundos)
- Rebecca Dubber, para-nadadora neozelandesa e medalhista de bronze paraolímpica Rio 2016
- Kenny Easterday, interpretou uma versão fictícia de si mesmo no filme Kenny
- Johnny Eck, artista de show de horrores americano
- Kurt Fearnley, corredor de cadeira de rodas australiano
- Chloé Cooper Jones, filósofa e escritora americana
- Bobby Martin, futebolista americano
- Kevin McKee, bicampeão olímpico e bicampeão mundial de hóquei em trenó
- Sainimili Naivalu, medalhista de tênis de mesa em cadeira de rodas de Fiji e ativista dos direitos das pessoas com deficiência
- Victoria Pendergast, primeira esquiadora australiana nas Paraolimpíadas de Inverno
- Jessica Rogers, nadadora e corredora de cadeira de rodas americana, fundadora e presidente da iSACRA (International Caudal Regression Syndrome Association)
- Rose Siggins, atriz ( American Horror Story: Freak Show ) [8]
- Spencer West, alpinista, "Homem sobe o Monte Kilimanjaro nas mãos". ABC noticias. 22 de junho de 2012
- Ghanim Al Muftah, influenciador, youtuber, artista, empresário, filantropo e aspirante a atleta paraolímpico.[9]